# Alfred Bruyas
Pour les articles homonymes, voir Bruyas.

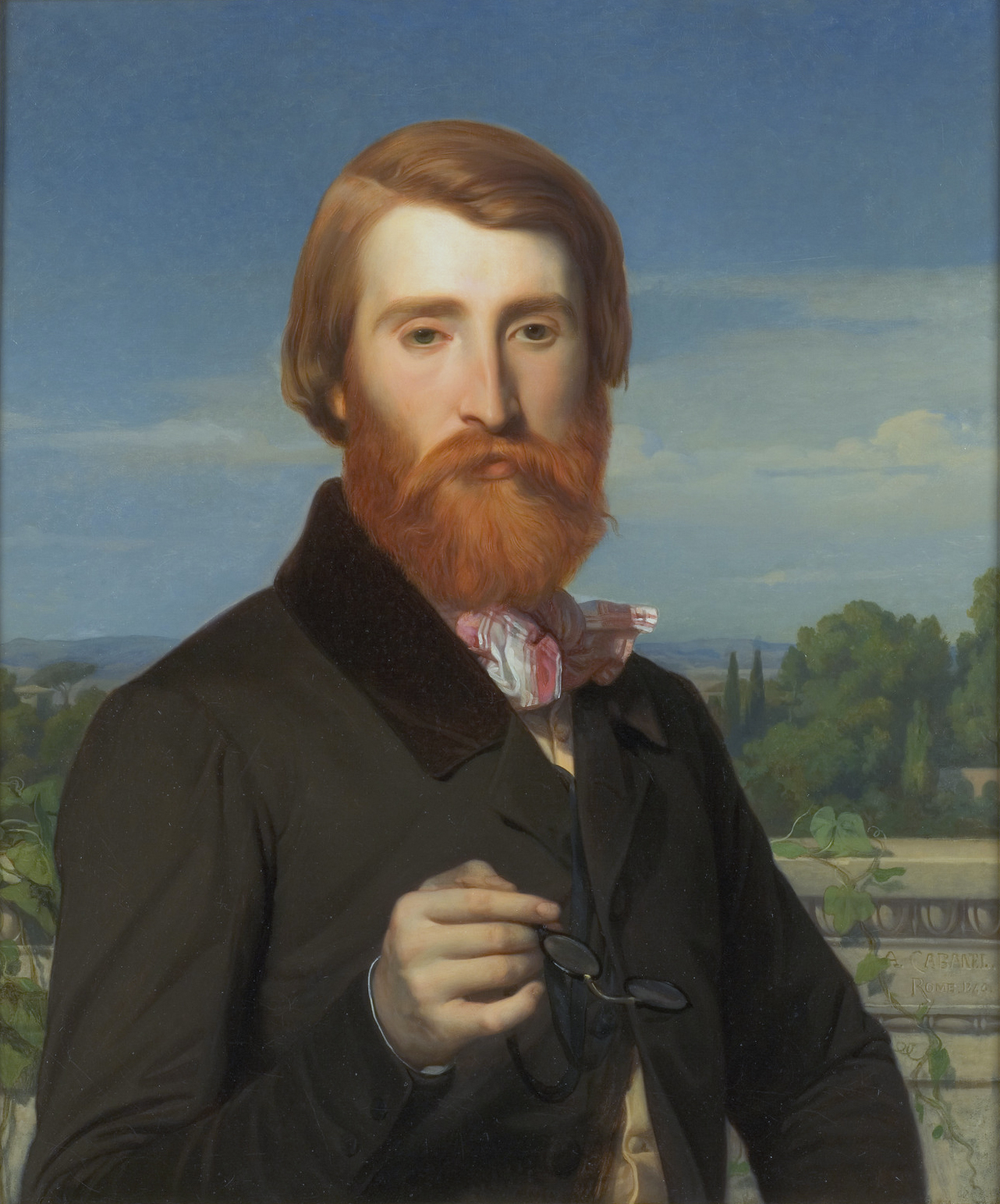
Portrait par Alexandre Cabanel (1846). Huile sur toile, musée Fabre, Montpellier.

Alfred Bruyas, né le 15 août 1821 à Montpellier où il est mort le 1er janvier 1877, est un collectionneur d'œuvres d'art français. Il est entre autres le mécène des peintres Eugène Delacroix et de Gustave Courbet.

## Biographie

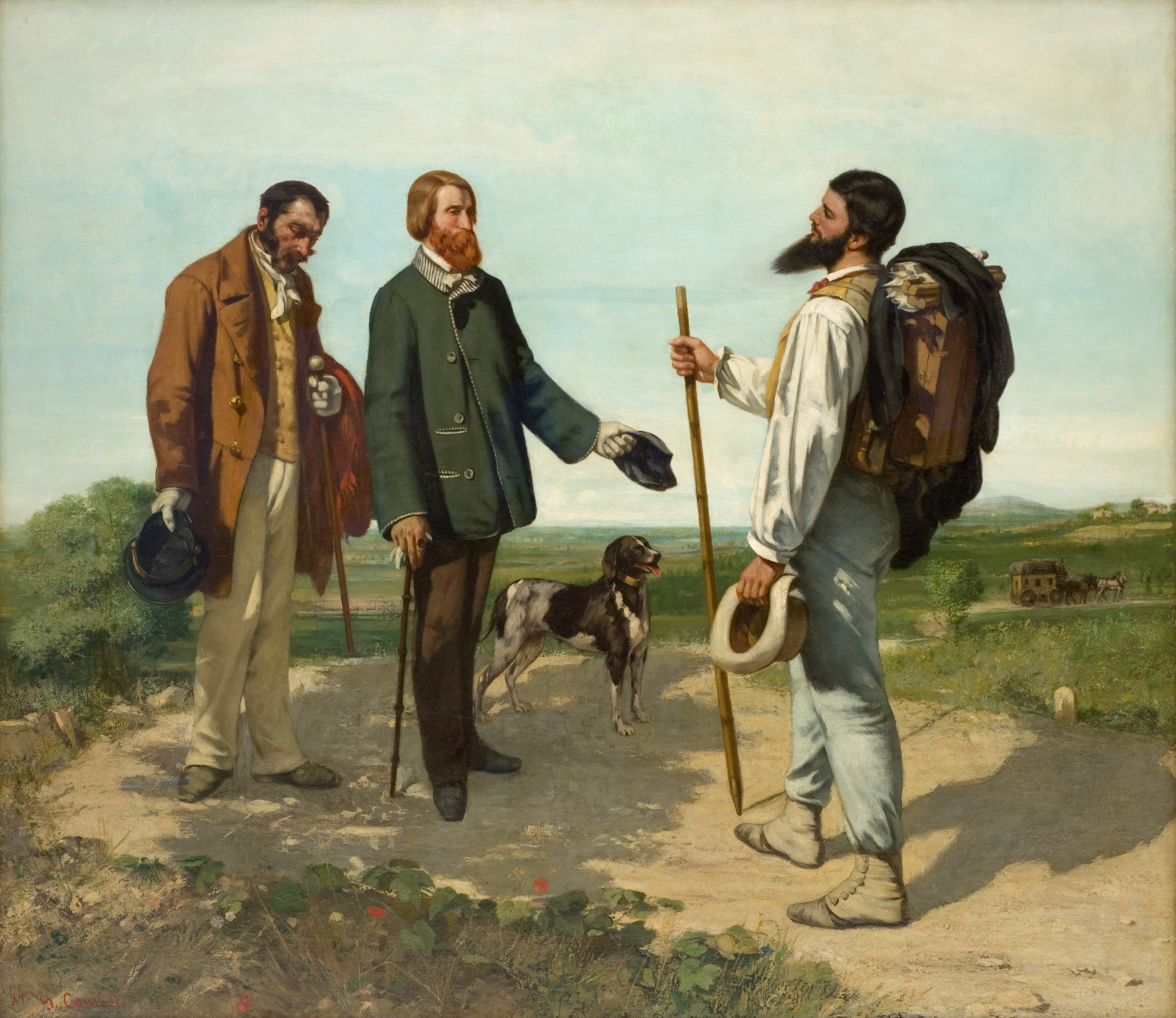
Courbet Bonjour monsieur Courbet, Alfred Bruyas est représenté au centre, allant à la rencontre du peintre.

Né Jacques Louis Bruyas, il est le fils d'un riche banquier de Montpellier. Il s'intéresse à l'art dès son enfance et entre en 1840 dans l'atelier de Charles Matet qui est depuis 1837 conservateur au Musée de Montpellier (actuellement Musée Fabre). Reconnaissant toutefois les limites de son talent, il se consacre à la promotion et la collection d'œuvres d'artistes contemporains.
De 1849 à 1854, il passe la majeure partie de son temps à Paris. Il y collectionne les œuvres de Louis-Hector Allemand (1809-1886), Camille Corot (1796-1875), Thomas Couture (1815-1879), Eugène Delacroix (1798-1863), Narcisse Díaz de la Peña (1807-1876), Adrien Guignet (1816-1854), Adolphe Hervier (1818-1879), Prosper Marilhat (1811-1847), Édouard-Antoine Marsal (1845-1929), Jean-François Millet, Théodore Rousseau, Philippe-Joseph Tassaert, Marcel Verdier et Constant Troyon.
Mais sa collection est principalement constituée d'œuvres de Gustave Courbet, qui le représente dans son tableau La Rencontre, dit Bonjour monsieur Courbet.
Il fait don de sa collection au Musée Fabre de Montpellier.
Il est inhumé au cimetière Saint-Lazare de Montpellier.

## Filmographie
- Alain Mottet incarne Alfred Bruyas dans  Le dernier portrait de Monsieur Bruyas tiré du feuilleton La Vie fantastique des figures peintes (FR3 1981) réalisé par Jean-Jacques Sirkis.

## Documentation
Une partie de ses  archives est conservée à l'Institut national d'histoire de l'art.